# 牛稠埔 (臺南市)
牛稠埔，是臺灣臺南市山上區的一個傳統地域名稱，位於該區東部。相較於今日行政區，其範圍大致為玉峯里不含北部邊界地帶西端及西部邊界地帶中南側一小段。
本地區境內主要聚落為蚵殼潭、牛稠埔、中坑仔。

## 歷史
台灣日治初期，牛稠埔地區為一街庄，稱為「牛稠埔庄」（舊制街庄），隸屬於新化東里。該庄昔日西北隔曾文溪與蒙正庄、內庄為界，北及東北與二重溪庄為鄰，東邊及東南邊為九層林庄，南邊為菜藔庄，西南邊及西邊隔曾文溪支流菜寮溪分別與石仔崎庄、山仔頂庄為界。
1901年（日治明治三十四年）11月11日，全台廢縣廳改設二十廳，該庄隸屬於臺南廳。1904年（明治三十七年）3月31日，該庄編入「新化里東區」，隸屬於臺南廳。1909年（明治四十二年）10月25日，全台合併二十廳為十二廳，新化里東區仍隸屬於臺南廳。1920年（大正九年）10月1日，全台地方制度大改正，廢十二廳改設五州二廳，該庄改制為「牛稠埔」大字，隸屬於臺南州新化郡山上庄（新制街庄）。
戰後山上庄改制為山上鄉，隸屬於臺南縣，大字亦改制為村。1950年（民國39年）10月25日，雲、嘉、南分治，山上鄉仍隸屬於臺南縣。2010年（民國99年）12月25日，臺南縣、市合併為直轄臺南市，山上鄉改制為山上區，村亦改制為里。

## 聚落
本地區發展較早的聚落為牛稠埔（已向西遷移）、蚵殼潭，在日治初期的官方地圖上已有記載。此外，本地區尚有中坑仔聚落。

## 交通
區道南184線是新庄至二重溪的道路，經過本地區北部略偏西的蚵殼潭聚落。

## 公務機關
- 法務部矯正署明德外役監獄